# Mouvement national révolutionnaire
Ne doit pas être confondu avec Mouvement nationaliste révolutionnaire.
Le Mouvement national révolutionnaire est un ancien parti politique français.

## Historique
Le MNR est créé septembre 1940 à Paris. Il rassemble des militants venus d'horizons a priori très différents : ex-trotskystes comme Jean Rous, Fred Zeller ou Roger Clair, dissidents socialistes « pivertistes », comme Maurice Jaquier et Michel Lissansky, des socialistes comme Henri Sellier ou François Tanguy-Prigent, des syndicalistes comme Raymond Le Bourre et André Lafond, mais aussi une équipe d'anciens membres du Parti frontiste, notamment Jacques Rebeyrolles.
Le point commun de ces militants réside dans leur pacifisme intégral qui les conduit à refuser de prendre parti dans la guerre, sur le mot d'ordre « Ni pro-anglais... ni pro-allemand... pro-français. ».
Le MNR publie entre septembre 1940 et juin 1941 un bulletin ronéotypé, appelé d'abord La Révolution française, puis une publication imprimée, Le Combat national révolutionnaire. La teneur des articles, non signés, laisse penser que les anciens « frontistes » tiennent de fait la direction politique du mouvement.
Le programme politique du parti propose une « alliance de classes » entre la classe ouvrière, la bourgeoisie paupérisée et la paysannerie, dans l'objectif d'abattre la domination politique et économique des « oligarchies ». L'objectif est une « révolution nationale » qui mette en place un régime d'économie mixte planifiée, dans la droite ligne du planisme, dans le cadre d'un État fort, dirigé par le MNR.
Le MNR disparaît de facto après l'arrestation le 3 juillet 1941 de plusieurs de ses animateurs, Jean Rous, Michel Lissansky, Raymond Le Bourre et Roger Clair (Fred Zeller échappant à la rafle), et leur condamnation à des peines relativement légères (six mois de prison). La plupart des militants du MNR, y compris ceux proches de Gaston Bergery avant guerre, participeront ensuite à des formes diverses de résistance.